# 斯通角
斯通角（英語：Stone Point）是南極洲的海岬，位於特里尼蒂半島，處於霍普灣入口處南面，由英國南極名稱諮詢委員會命名，現時由南極條約體系管理。